# Győri Ferenc
Győri Ferenc (Kiskunfélegyháza, 1964. szeptember 15. –) geográfus, docens , főiskolai docens, Európa-bajnok ultramaratonista.

## Tanulmányok
A szegedi Radnóti Miklós Gimnáziumban érettségizett, majd földrajz–testnevelés szakos általános iskolai tanári oklevelet szerzett a Juhász Gyula Tanárképző Főiskolán 1988-ban. Ugyanebben az évben atlétikaedző képesítést is szerzett a Testnevelési Főiskola Továbbképző Intézetében. 1991-ben földrajz szakos középiskolai tanári diplomát szerzett a József Attila Tudományegyetemen. 2010-ben a Pécsi Tudományegyetem Földtudományok Doktori Iskolában PhD fokozatot szerzett.

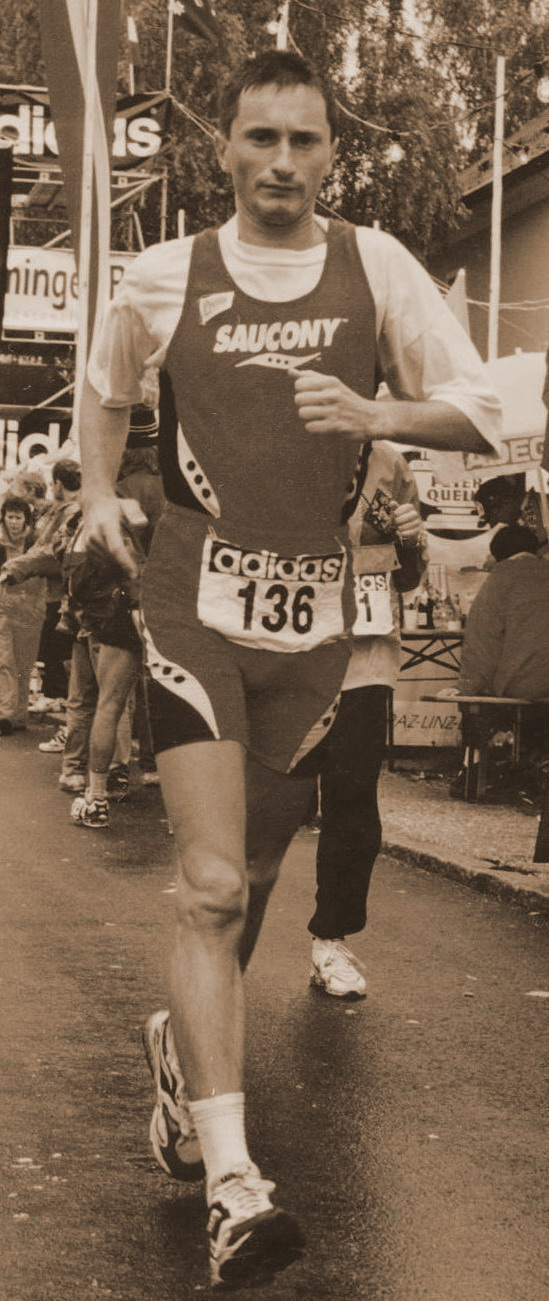
Győri Ferenc

## Sportpályafutása
1981-ben ifjúsági versenyzőként teljesítette az aranyjelvényes szintet félmaratoni távon. 1995-ben a Nyíregyháza-Budapest szupermaraton győztese. Legjobb felnőtt eredménye az Európa-bajnoki 1. helyezés 24 órás futásban (Courçon, Franciaország, 1996).
Ezt követően sportdiplomáciai feladatokat látott el. 1996 és 2002 között a Magyar Atlétikai Szövetség ultramaraton-futó koordinátora volt, 1998 és 2002 között a Nemzetközi Ultrafutó Szövetség (IAU) Technikai Bizottságának is tagja volt.

## Tudományos tevékenysége
Kutató diákként a földrajz OKTV 8., az OTDK 2. és 3. helyét szerezte meg. Témavezetőként ifjúsági OTKA kutatási támogatást nyert (1992-1993). Békéscsabán az MTA RKK Alföldi Tudományos Intézetének külső munkatársaként tevékenykedett (1988-1993). Közben a Magyar Tudományos Akadémia Pedagógus Kutatói Ösztöndíját is elnyerte (1990).
2011-től a Szegedi Tudományegyetem Juhász Gyula Pedagógusképző Kar Testnevelési és Sporttudományi Intézet főiskolai docense.

## Díjai, elismerései
- A Magyar Ultrafutás Dicsőségcsarnoka (2016)
- Ultrafutás Életmű Díj (2010)
- Szent Gellért Érdemérem Ezüst Fokozata (2002)
- Magyar Atlétikai Szövetség jubileumi emlékérme (1997)

## Főbb művei

### Könyvek
- Győri Ferenc: Tehetségföldrajz. Magyarországi vizsgálatok. Egyesület Közép-Európa Kutatására, Szeged, 2011. Közép-Európai monográfiák 3. ISBN 978 963 08 2620 4

### Tanulmányok
- Tóth J. – Győri F. 2011: Tehetségföldrajz. In: Kocsis K. szerk. Magyarország térképeken. MTA Földrajztudományi Kutató Intézet.
- Győri F. 2010: A humánfejlettség és a szociokulturális háttér hatása a középiskolai eredményesség területi mutatóira. – Jelenkori Társadalmi és Gazdasági Folyamatok, 5., 1-2., pp. 9–13.
- Győri F. 2010: Egy tehetségföldrajzi modellvizsgálat módszeréről. In: Görcs N. L. – Pirisi G. (szerk.) Tér-Tálentum-Tanítványok II. IDResearch – Publikon Kiadó, Pécs, pp. 21–40.
- Győri F. 2010: Szeged helye Magyarország tehetségtérképén. In: Bagdi S.-Pál Á.-Zsiga A. szerk. Dr. Moholi Károly emlékkötet. SZTE JGYPK ATTI Földrajzi és Ökoturisztikai Tanszék – SZTE JGYPK HÖK – PTE Földtudományok Doktori Iskola, Szeged, pp. 157–156.
- Győri F. 2009: A középfokú oktatás eredményességének területi különbségei a Dél-Alföldön, különös tekintettel a határ menti térségre. – Közép-Európai Közlemények. 2., 4-5., pp. 49–56.
- Győri F. 2008: A tehetségföldrajz hipotetikus koncepciója. In: Krémer A.- Matiscsek A. (szerk.) Tér és Tudás. Belvedere Meridionale Kiadó, Szeged, 185-207.
- Győri F. 2007: A középfokú oktatás eredményességi mutatóinak tehetségföldrajzi szempontú értékelése a Dél-Alföld határ menti településeinek példáján. In: Szónoky Ancsin G.-Pál V.-Karancsi Z. (szerk.) A határok kutatója. Tanulmányok Pál Ágnes tiszteletére. Magyarságkutató Társaság, Szeged-Szabadka, pp. 107–114.
- Győri F. 2006: A tehetség földrajzának elméleti megközelítése. – Földrajzi Közlemények. 130. (54.), 1-2. pp. 15–27.
- Győri F. 2006: Talentumföldrajzi vizsgálatok a Kárpát-medencében. In: Szilágyi Gy.-Gidai E. (szerk.) Gazdaság, régiófejlesztés, oktatás. Partium Kiadó, Nagyvárad, pp. 37–50.
- Pál Á. – Győri F. 2005: Open towngates – Szeged’s old-new options for renewal. – Geographica Timisiensis. 14., 1-2., pp. 131–138.